# Wybory uzupełniające w Norwich North w 2009 roku
Wybory uzupełniające do Izby Gmin w okręgu Norwich North odbyły się 23 lipca 2009 roku. Były to pierwsze wybory do Izby Gmin po wybuchu skandalu dotyczącego nieuzasadnionych wydatków posłów. Skandal, który wstrząsnął brytyjską sceną polityczną w 2009 roku, spowodował kryzys wiarygodności trzech głównych partii: laburzystów, konserwatystów i liberalnych demokratów. Wybory uzupełniające w Norwich North traktowano jako próbę sił przed kolejnymi ogólnokrajowymi wyborami do Izby Gmin, które miały się odbyć w ciągu niespełna roku.
Frekwencja wyborcza wyniosła 45,9% (w porównaniu z 61,1% w wyborach w 2005 roku). Wybory wygrała kandydatka konserwatystów Chloe Smith. (W wyborach w 2010 udało jej się utrzymać mandat).
Były to piąte wybory uzupełniające do Izby Gmin od czasu objęcia stanowiska premiera przez Gordona Browna i piąte przegrane przez laburzystów.

## Geneza wyborów
Powodem rozpisania wyborów uzupełniających była rezygnacja z mandatu urzędującego posła Iana Gibsona. Gibson ogłosił swoją decyzję 5 czerwca 2009, po tym, jak komisja dyscyplinarna Partii Pracy postanowiła, że nie będzie mógł ubiegać się o reelekcję jako kandydat laburzystów. Powodem zakazu było sprzedanie przez Gibsona mieszkania własnej córce poniżej ceny rynkowej.
Gibson cieszył się powszechnie opinią dobrego posła. „The Guardian” uznał go za „jednego z najświetniejszych posłów do Izby Gmin”.
Według „Timesa” rzeczywistym powodem ukarania Gibsona była jego opozycyjna postawa wobec Gordona Browna. Gibson był kojarzony z lewym skrzydłem Partii Pracy. Wbrew rządowi głosował m.in. przeciwko wojnie w Iraku, projektom wprowadzenia dowodów osobistych oraz ustawom antyterrorystycznym.
Znaczna część mieszkańców okręgu, który reprezentował, uważała, że został potraktowany niesprawiedliwie. Zdaniem wielu komentatorów mógłby bez problemu odzyskać mandat, gdyby ubiegał się o reelekcję jako kandydat niezależny. Jednak Gibson postanowił nie kandydować, popierając oficjalnego kandydata laburzystów.

## Kandydaci i kampania wyborcza
Zarejestrowano 12 kandydatów. Głównymi kandydatami byli:
- Chloe Smith (Partia Konserwatywna)
- Chris Ostrowski (Partia Pracy)
- April Pond (Liberalni Demokraci)
- Rupert Read (Zieloni)

Pozostali kandydaci to: Peter Baggs (niezależny), Thomas Burridge (Partia Libertariańska), Anne Fryatt (NOTA), Bill Holden (niezależny), Alan Hope (Official Monster Raving Loony Party), Craig Murray (Put an Honest Man into Parliament), Glenn Tingle (UKIP) oraz Robert West (BNP).
Chloe Smith i Chris Ostrowski byli wyznaczonymi przez swoje partie kandydatami spoza okręgu. April Pond to lokalna właścicielka małej firmy. Rupert Read to wykładowca filozofii na University of East Anglia i radny miasta Norwich. Craig Murray, rektor University of Dundee i były ambasador brytyjski w Uzbekistanie, usunięty w październiku 2004 z powodu krytyki naruszeń praw człowieka przez rząd uzbecki, prowadził kampanię skoncentrowaną na walce z korupcją.
Komentatorzy podkreślali, że w kampanii wyborczej ważną rolę odgrywa „czynnik Iana Gibsona” – przywiązanie mieszkańców okręgu do swojego posła i rozczarowanie sposobem, w jaki został potraktowany przez Partię Pracy. W ramach kampanii konserwatystów Lider opozycji David Cameron odwiedził Norwich pięciokrotnie. Kandydat laburzystów był nieobecny w ostatnich dniach kampanii, ponieważ został hospitalizowany z powodu świńskiej grypy. Read, Ostrowski, Tingle i Smith podpisali zobowiązanie do prowadzenia „czystej kampanii”, Pond odmówiła podpisania zobowiązania, twierdząc, że jej partia zawsze prowadzi czystą kampanię.

## Sondaż
Norwich North był uważany za jeden z najpewniejszych okręgów Partii Pracy we wschodniej Anglii. Jednak pierwszy sondaż z końca czerwca największe szanse na mandat dawał konserwatystom (w nawiasie zmiana w stosunku do wyniku wyborów w 2005 roku w punktach procentowych):
- Partia Konserwatywna 34% (+1)
- Partia Pracy 30% (–15)
- Liberalni Demokraci 15% (–1)
- Partia Zielonych Anglii i Walii 14% (+11)

Był to jedyny sondaż przeprowadzony przed wyborami. Wybory uznano za jeden z niezwykle rzadkich przypadków, gdy realną szansę na mandat mają cztery partie.

## Wyniki
Wybory przyniosły zwycięstwo konserwatystom. Ich kandydatka zdobyła 7 348 głosów więcej niż następny w kolejności kandydat laburzystów. Zaskoczeniem był dobry wynik UKIP, która wyprzedziła Zielonych i zajęła czwarte miejsce. UKIP i Zieloni to jedyne partie, które zdobyły w wyborach uzupełniających większą bezwzględną liczbę głosów niż w poprzednich wyborach do Izby Gmin w tym okręgu. Frekwencję wyborczą oceniono jako „bardzo niską”.
| Partia                              | Kandydat        | Liczba głosów | %     | +/− %  |
| ----------------------------------- | --------------- | ------------- | ----- | ------ |
| Partia Konserwatywna                | Chloe Smith     | 13 591        | 39,54 | +6,29  |
| Partia Pracy                        | Chris Ostrowski | 6 243         | 18,16 | –26,70 |
| Liberalni Demokraci                 | April Pond      | 4 803         | 13,97 | –2,22  |
| UKIP                                | Glenn Tingle    | 4 068         | 11,83 | +9,45  |
| Zieloni                             | Rupert Read     | 3 350         | 9,74  | +7,08  |
| Put an Honest Man into Parliament   | Craig Murray    | 953           | 2,77  | –      |
| BNP                                 | Robert West     | 941           | 2,74  | –      |
| kandydat niezależny                 | Bill Holden     | 166           | 0,48  | –0,17  |
| Official Monster Raving Loony Party | Alan Hope       | 144           | 0,42  | –      |
| NOTA                                | Anne Fryatt     | 59            | 0,17  | –      |
| Partia Libertariańska               | Thomas Burridge | 36            | 0,10  | –      |
| kandydat niezależny                 | Peter Baggs     | 23            | 0,07  | –      |
| Razem (frekwencja: 45,9%)           |                 | 34 377        |       |        |